# Реакция Лемгрубера — Бачо
Реакция Лемгрубера — Бачо — синтез индолов из о-нитротолуола 1 через промежуточное образование енамина 2. На первой стадии с помощью диметилацеталя N,N-диметилформамида и пирролидина образуется енамин 2. Индол 3 образуется на второй стадии восстановлением енамина 2 с последующей циклизацией.
Эффективными восстановителями для второй стадии являются никель Ренея и гидразин (восстановление диимином), палладий на угле и водород, хлорид олова, дитионит натрия или железо в уксусной кислоте.

## Механизм реакции
На первой стадии происходит взаимодействие диметилацеталя N,N-диметилформамида с пирролидином с выделением диметиламина и образованием более реакционноспособной частицы 4. Метильная группа нитротолуола может депротонироваться в условиях реакции, образующийся карбанион атакует частицу 4 с получением енамина 2 и отщеплением двух молекул метанола. Это взаимодействие может осуществляться и без пирролидина, через N,N-диметиленамин, но в некоторых случаях это значительно увеличивает время реакции.
На второй стадии нитрогруппа превращается соответствующим восстановителем в аминогруппу. Последующая циклизация с отщеплением пирролидина приводит к индолу 3.
Эта реакция стала использоваться в промышленности ещё до того, как отдельные стадии были описаны в научной литературе. Поскольку индолы факмакологически активны, их синтез является важным для фармацевтического производства. Этот процесс стал популярной альтернативой синтезу индолов по Фишеру, потому что многие о-нитротолуолы коммерчески доступны или могут быть легко получены. Кроме того, индолы получаются с высокими выходами и в мягких условиях.
Промежуточно получаемый енамин является «пуш-пул» олефином, обладающим электронноакцепторным заместителем с одной стороны и электроннодонорным — с другой. Высокая степень сопряжения обуславливает интенсивную красную окраску этих соединений.

## Примеры

#### Восстановительная циклизация динитростирола
Восстановительная циклизация динитростирола 5 оказалась эффективной для синтеза 2-алкил-7-метоксииндолов, в то время как большинство основных методов оказались неприемлемы.

Большинство стандартных методов восстановления могут успешно применяться для этой реакции.

#### Синтез изонитрила N-метилвелвитиндолинона D
Эта реакция является первой стадией в синтезе изонитрила N-метилвелвитиндолинона D 6 , осуществленного В. Равалем в Университете Чикаго.